# پوتنوک
پوتنوک (به مجاری:  Putnok) یک منطقهٔ مسکونی در مجارستان است که در بورشود-آبااوی-زمپلن واقع شده‌است و ۳۴٫۷۳ کیلومتر مربع مساحت و ۷٬۲۲۹ نفر جمعیت دارد.